# Oecetis panayensis
Oecetis panayensis är en nattsländeart som beskrevs av Wolfram Mey 1998. Oecetis panayensis ingår i släktet Oecetis och familjen långhornssländor. Inga underarter finns listade i Catalogue of Life.